# 60.º Prêmio Jabuti
O 60º Prêmio Jabuti foi um evento organizado pela Câmara Brasileira do Livro com o propósito de premiar os melhores livros brasileiros publicados em 2017 em diferentes categorias.
Em 2018, o Prêmio Jabuti passou por uma alteração em seu formato, com as então 29 categorias sendo reduzidas para 18, distribuídas em quatro eixos. Além disso, cada categoria passou a premiar apenas um livro (até o ano anterior, os três primeiros colocados eram considerados vencedores). Também foi alterada a categoria "Livro do Ano", que até então premiava dois livros, um de ficção e um de não ficção, passando a premiar apenas um livro, independente do gênero. Ainda em relação ao "Livro do Ano", antes ele era escolhido em votação realizada entre os profissionais do mercado editorial, sendo que este ano passou a ser eleito o livro com maior pontuação considerando todas as categorias dos Eixos Literatura e Ensaios. Por fim, até o ano anterior os vencedores eram escolhidos em duas fases, uma que selecionava os finalistas e outra que, a partir desta lista, selecionava os vencedores. Agora, só existe uma única fase, sendo que o vencedor só é divulgado no dia da cerimônia final (antes os vencedores eram divulgados com antecedência e apenas os vencedores das categorias de Livro do Ano eram mantidos em sigilo até a cerimônia).
A mudança, implementada pelo curador do prêmio, Luiz Armando Bagolin, foi alvo de uma série de críticas, especialmente em relação à fusão das categorias Infantil e Juvenil, que eram duas categorias independentes desde 2005. Uma das críticas, publicada pelo promotor cultural Volnei Canônica em seu perfil pessoal no Facebook (no qual, além da fusão das categorias citadas anteriormente ainda criticava a extinção de categoria específica para ilustração de livro infantil e juvenil), gerou uma resposta direta de Bagolin que foi considerada homofóbica ao fazer referência ao relacionamento de Canônica com o ilustrador Roger Mello, seu marido. A polêmica gerada após esse fato levou à renúncia de Bagolin do cargo de curador e ao compromisso da CBL de rever algumas das mudanças para a edição de 2019 do Prêmio Jabuti.
As inscrições para o Prêmio Jabuti foram realizadas pela internet, através do site da CBL, de 15 de maio a 15 de junho de 2018. Em 4 de outubro, foram divulgados os dez finalistas de cada categoria, selecionados por um corpo de três jurados cada, cujos nomes só foram divulgados no dia da premiação final. Os vencedores em cada categoria, assim como o vencedor de "Livro do Ano", foram divulgados na cerimônia final, que ocorreu em 8 de novembro no Auditório Ibirapuera, em São Paulo.

## Personalidade Literária do Ano
Em outubro, a CBL anunciou que o poeta amazonense Thiago de Mello seria homenageado como Personalidade Literária do Ano durante a cerimônia de premiação. O autor foi reconhecido pelo conjunto de sua obra, que é referência na literatura regional brasileira e já foi traduzida para mais de 30 idiomas.

## Prêmios
Os premiados foram:

### Livro do Ano
| Vencedor                                      |
| --------------------------------------------- |
| À Cidade Mailson Furtado Viana / independente |

### Eixo Literatura
| Categoria               | Vencedor(es) | Finalistas |
| ----------------------- | --- | --- |
| Conto                   | Enfim, Imperatriz Maria Fernanda Elias Maglio / editora Patuá                                                      | - A Face Serena (Maria Valéria Rezende / editora Penalux) - A Oração do Carrasco (Itamar Vieira Junior / editora Mondrongo) - As Horas Esquecidas (Chico Mendonça / editora Quixote+Do) - Catálogo de Perdas (Juliana Monteiro Carrascoza e João Anzanello Carrascoza / editora SESI-SP) - Da Utilidade das Coisas (Alexandre Arbex / editora 7Letras) - Dicionário de Línguas Imaginárias (Olavo Amaral / editora Companhia das Letras) - Não Há Amanhã (Gustavo Melo Czekster / editora Zouk) - Nina: Desvendando Chernobyl (Ariane Severo / editora Age) - Por Onde Anda a Gata? (Marlene de Lima / editora 7Letras)                                          |
| Crônica                 | O Poeta e Outras Crônicas de Literatura e Vida Rubem Braga, André Seffrin e Gustavo Henrique Tuna / editora Global | - Amizade É Também Amor (Fabrício Carpinejar / editora Bertrand Brasil) - Branco Vivo (Antonio Lino / editora Elefante) - Coisas Nossas (Luiz Antonio Simas / editora José Olympio) - Demônios Domésticos (Tiago Dantas Germano / editora Le Chien) - Gordos, Magros e Guenzos (José Almino de Alencar / editora Cepe) - História Bizarra da Literatura Brasileira (Marcel Antonio Verrumo / editora Planeta) - Não Está Mais Aqui Quem Falou (Noemi Jaffe / editora Companhia das Letras) - O Coração da Pauliceia Ainda Bate (José de Souza Martins / editora UNESP) - O País que Não Teve Infância (Antonio Callado e Ana Arruda Callado / editora Autêntica) |
| Histórias em Quadrinhos | Angola Janga Marcelo D'Salete / editora Veneta                                                                     | - A Infância do Brasil (José Aguiar / editora AVEC) - Chico Bento: Arvorada (Orlandeli / editora Panini e Mauricio de Sousa Produções) - Holandeses (André Toral / editora Veneta) - Mensur (Rafael Coutinho / editora Companhia das Letras) - Morrer de Amor e Continuar Vivendo (Lorena Kaz / editora Instante) - O Maestro, o Cuco e a Lenda (Wagner Willian / editora Texugo) - O Planta: um Bípede entre Plantas (Gustavo Ravaglio / independente) - O Sinal (Orlandeli / editora Marsupial, selo Jupati Books) - Semilunar (Camilo Solano / editora Balão)                                                                                                 |
| Infantil e Juvenil      | O Brasil dos Dinossauros Luiz Eduardo Anelli e Rodolfo Nogueira / editora Marte Cultura e Educação                 | - 50 Brasileiras incríveis para Conhecer Antes de Crescer (Débora Thomé / editora Record) - A Cor de Coraline (Alexandre Rampazo / editora Rocco Pequenos Leitores) - Adinkra, meu Pai... (Joaquim de Almeida / editora Salamandra) - Areia na Praia (Elma / Editora do Brasil) - Esopo: Liberdade para as Fábulas (Luiz Antonio Aguiar / editora Escarlate) - Gente de Cor, Cor de Gente (Maurício Negro / editora FTD Educação) - O Dia em que minha Vida Mudou (Keka Reis / editora Companhia das Letras) - Uma Jornada Entre Dois Mundos (Flávia Savary / editora FTD Educação) - Zumbi Assombra Quem? (Allan da Rosa / editora Nós)                         |
| Poesia                  | À Cidade Mailson Furtado Viana / independente                                                                      | - À Sombra do Iluminado (Pollyanna Furtado Lima / editora 7letras) - Câmera Lenta (Marília Garcia / editora Companhia das Letras) - Mecânica Aplicada (Nuno Rau / editora Patuá) - Mugido [ou Diário de uma Doula] (Marília Floôr Kosby / editora Garupa) - Naharia (Guilherme Gontijo Flores / editora Kotter) - O Teatro do Mundo (Catarina Lins / editora 7Letras) - QVASI: Segundo Caderno (Edimilson de Almeida Pereira / editora 34) - Ser Quando (Samarone Marinho / editora 7Letras) - Vento do Oitavo Andar (Íris Cavalcante / editora Premius) |
| Romance                 | O Clube dos Jardineiros de Fumaça Carol Bensimon / editora Companhia das Letras                                    | - Acre (Lucrecia Zappi / editora Todavia) - Adeus, Cavalo (Nuno Ramos / editora Iluminuras) - Machamba (Gisele Mirabai / editora Nova Fronteira) - Nigredo: Estudos de Morte e Dulia (Joaquim Brasil Fontes / editora Cultura e Barbárie) - Noite Dentro da Noite (Joca Reiners Terron / editora Companhia das Letras) - Oito do Sete (Cristina Judar / editora Reformatório) - Pai, Pai (João Silvério Trevisan / editora Companhia das Letras) - Roupas Sujas (Leonardo Brasiliense / editora Companhia das Letras) - Última Hora (José Almeida Júnior / editora Record)                                                                                       |
| Tradução                | O Macaco e a Essência Fábio Bonillo / editora Biblioteca Azul                                                      | - Alexandra (Trajano Vieira / editora 34) - De Duas, Uma (Livia Deorsola / editora Leandro Sarmatz) - Ele que o Abismo Viu: Epopeia de Gilgámesh (Jacyntho Lins Brandão / editora Autêntica) - John Clare: Poemas (Aleixei Bueno / editora Hoblicua) - O Leopardo (Maurício Santana Dias / editora Companhia das Letras) - Pela Boca da Baleia (Luciano Dutra / editora Tusquets) - Por Que Calar nossos Amores? (Márcio Meirelles Gouvêa Júnior, Guilherme Gontijo Flores, João Angelo Oliva Net, Raimundo Carvalho, João Paulo Matedi Alves e Leandro Cardoso / editora Autêntica) - Utopia (Márcio Meirelles Gouvêa Júnior / editora Autêntica)               |
| Tradução                | Poemas Geraldo Holanda Cavalcanti / Editora da Universidade de São Paulo                                           | - Alexandra (Trajano Vieira / editora 34) - De Duas, Uma (Livia Deorsola / editora Leandro Sarmatz) - Ele que o Abismo Viu: Epopeia de Gilgámesh (Jacyntho Lins Brandão / editora Autêntica) - John Clare: Poemas (Aleixei Bueno / editora Hoblicua) - O Leopardo (Maurício Santana Dias / editora Companhia das Letras) - Pela Boca da Baleia (Luciano Dutra / editora Tusquets) - Por Que Calar nossos Amores? (Márcio Meirelles Gouvêa Júnior, Guilherme Gontijo Flores, João Angelo Oliva Net, Raimundo Carvalho, João Paulo Matedi Alves e Leandro Cardoso / editora Autêntica) - Utopia (Márcio Meirelles Gouvêa Júnior / editora Autêntica)               |

### Eixo Ensaios
| Categoria         | Vencedor(es) | Finalistas |
| ----------------- | --- | --- |
| Artes             | Imaginai! O Teatro de Gabriel Villela Dib Carneiro Neto e Rodrigo Louçana Audi / Edições Sesc São Paulo                              | - A Fugitiva (Lorenzo Mammì / editora Companhia das Letras) - Cildo: Estudos, Espaços, Tempo (Diego Matos e Guilherme Wisnik / editora Ubu) - Contornos do (In)visível: Racismo e Estética na Pintura Brasileira (1850-1940) (Tatiana Lotierzo / Editora da Universidade de São Paulo) - Corpo a Corpo: a Disputa das Imagens, da Fotografia à Transmissão ao Vivo (Thyago Nogueira / Instituto Moreira Salles) - Estratégias da Arte em uma Era de Catástrofes (Maria Angélica Melendi / editora Cobogó) - Feminino e Plural: Mulheres no Cinema Brasileiro (Karla Holanda e Marina Cavalcanti Tedesco (org.) / editora Papirus) - História do Brasil em 100 Fotografias (Ana Cecilia Impellizieri Martins e Luciano Figueiredo / editora Bazar do Tempo) - São Paulo nas Alturas: a Revolução Modernista da Arquitetura e do Mercado Imobiliário nos Anos 1950 e 1960 (Raul Juste Lores / editoras Publifolha e Selo Três Estrelas) - Trocando em Miúdos as minhas Canções (Francis Hime / editora Terceiro Nome) |
| Biografia         | Roquette-Pinto: o Corpo a Corpo com o Brasil Claudio Bojunga / editora Casa da Palavra                                               | - ...Como se Fosse um Feles: Almirante Aragão - Memórias, Silêncios e Ressentimentos em Tempos de Ditadura e Democracia (Anderson da Silva Almeida / Editora da Universidade Federal Fluminense) - Abismo de Rosas: Vida e Obra de Canhoto (Sérgio Estephan / Edições Sesc São Paulo) - D. Leopoldina: a História Não Contada – a Mulher que Arquitetou a Independência do Brasil (Paulo Rezzutti / editora LeYa) - Flavio Koutzii: Biografia de um Militante Revolucionário - de 1943 a 1984 (Benito Bisso Schmidt / editora Libretos) - Hebe: a Biografia (Artur Xexéo / editora Best Seller) - Lima Barreto: Triste Visionário (Lilia Moritz Schwarcz / editora Companhia das Letras) - O Livro de Jô (Jô Soares e Matinas Suzuki Jr. / editora Companhia das Letras) - Olga Benario Prestes: uma Comunista nos Arquivos da Gestapo (Anita Leocadia Prestes / editora Boitempo) - Ruy Guerra Paixão Escancarada (Vavy Pacheco Borges / editora Boitempo) |
| Ciências          | As Maravilhosas Utilidades da Geometria: da Pré-História à Era Espacial Adalberto Ramon Valderrama Gerbasi / editora PUCPRESS        | - A Abelha Jandaíra no Passado, no Presente e no Futuro (Vera Lucia Imperatriz Fonseca, Dirk Koedam, Michael Hrncir, Paulo Roberto Menezes, Airton Torres Carvalho, Albeane Guimarães Silva, Amanda Aparecida Castro Limão, Amia Carina Spineli, Andre Luis Acosta, Antonio Mauro Saraiva, Carlos Alfredo Lopes de Carvalho, Carlos Antonio Lira Felipe Neto, Carolina de Gouveia Mendes da Escossia Pinheiro, Celso Feitosa Martins, Claudia Inês da Silva, Cristiano Menezes, Felipe Oliveira Nunes, Fernando Cesar Vieira Zanella, Francisco das Chagas Carvalho, Geovan. F. de Sá Filho, Isac Gabriel Abrahão Bomfim, Jean Berg Alves da Silva, Juan Manoel Rosso Lodono, Leandro Reveberi Tambosi, Lilane Sampaio Rêgo, Marcela M. Barbosa, Marcia Maria Correa Rego, Marilda Cortopassi Laurino, Marina Siqueira de Castro, Nathaniel Pope, Noeide da Silva Ferreira, Patricia Maia Correia de Albuquerque, Rafael S. Pinto, Rodolfo Jaffe Ribbi, Rogerio M. O Alves, Selma Carvalho, Sheina Koffller, Tereza Cristina Giannini, Tertuliano Aires Neto, Ulysses Madureira Maia e Vinício Heidy da Silva Teixeira Souza / Edufersa) - Bioética e a Violência Contra a Mulher: um Debate Recorrente entre Profissionais da Saúde e do Direito (Janice Caron Nazareth, Reinaldo Ayer de Oliveira e Nadir Eunice Valverde Barbato de Prates / editora CREMESP) - Brasil Saúde Amanhã: Complexo Econômico-Industrial da Saúde (Telma Ruth Pereira, Paulo Gadelha, José Carvalho de Noronha e Carlos Augusto Grabois Gadelha (organizadores) / editora Fiocruz) - Capitalismo, Ciência e Natureza: do Ideário Iluminista do Progresso à Crise Ambiental Contemporânea (Rodrigo de Souza Ferreira / independente) - Direitos Humanos e Meio Ambiente: Minorias Ambientais (Gabriela Soldano Garcez, Fernando Cardozo Fernandes Rei e Liliana Lyra Jubilut / editora Manole) - Neuroanatomia Clínica e Funcional (Geraldo Pereira Jotz, Antônio Carlos Huf Marrone, Marco Antônio Stefani, Jorge Junqueira Bizzi e Mauro Guidotti Aquini / editora Elsevier) - Nutrição e Saúde Pública: Produção e Consumo de Alimentos (Elizabeth Ap. F. da Silva Torres e Flavia Mori Sarti / editora Manole) - Paisagens e Plantas de Carajás / Landscapes and Plants of Carajás (Daniela C. Zappi / independente) - Química em 50 Ensaios (Ljubica Tasić / editora Átomo) |
| Economia Criativa | Design de Capas do Livro Didático: a Editora Ática nos Anos 1970 e 1980 Didier Dias de Moraes / Editora da Universidade de São Paulo | - "Ninguém é Perfeito e a Vida é Assim": a Música Brega em Pernambuco (Thiago Soares / independente) - Coleção CEGOV - Atlas Econômico da Cultura Brasileira: Metodologia I & II (Leandro Valiati e Ana Letícia do Nascimento Fialho / Editora da UFRGS) - Era o Hotel Cambridge: Arquitetura, Cinema e Educação (Carla Dias Caffé Alves / Edições Sesc São Paulo) - Jingle é a Alma do Negócio: a História e as Histórias das Músicas de Propaganda e de seus Criadores (Fábio Barbosa Dias / editora Panda Books) - Manual de Inovanças: Criações à Brasileira (Eduardo Carvalho, Leonardo Menezes, Emanuel Alencar, Amarilis Lage, Luiz Alberto Oliveira, Meghie Rodrigues e Davi Bonela / Instituto de Desenvolvimento e Gestão - Museu do Amanhã) - Poder Suave (Soft Power) (Franthiesco Ballerini / editora Summus) - Serra da Canastra: Refúgio das Aves do Cerrado (Alessandro Abdala / independente) - Viagens, Vinhos, História (Milton Mira de Assumpção Filho / editora M.Books do Brasil) - Xingu: Histórias dos Produtos da Floresta (André Villas-Bôas e Rodrigo Gravina Prates Junqueira / Instituto Socioambiental (ISA)) |
| Humanidades       | Democracia Tropical Fernando Gabeira / editora Estação Brasil                                                                        | - A Sublimação no Ensino de Jacques Lacan: um Tratamento Possível do Gozo (Clarissa Metzger / Editora da Universidade de São Paulo) - Amor para Corajosos (Luiz Felipe Pondé / editora Planeta) - Caminhos da Esquerda (Ruy Fausto / editora Companhia das Letras) - Dicionário de História da África (Nei Lopes e José Rivair Macedo / editora Autêntica) - O Pecado Original da República: Debates, Personagens e Eventos para Compreender o Brasil (José Murilo de Carvalho / editora Bazar do Tempo) - O que é Lugar de Fala? (Djamila Ribeiro / editora Letramento) - Para Além das Colunas de Hércules, uma História da Paraconsistência de Hércules a Newton da Costa (Evandro Luís Gomes e Itala M. Loffredo D'Ottaviano / Editora da Unicamp) - Prisioneiras (Drauzio Varella / editora Companhia das Letras) - Reinvenção da Intimidade: Políticas do Sofrimento Cotidiano (Christian Dunker / editora Ubu) |

### Eixo Livro
| Categoria       | Vencedor(es) | Finalistas |
| --------------- | --- | --- |
| Capa            | O Corego: Texto Anônimo do Século XVII sobre a Arte da Encenação Carla Fernanda Fontana / Editora da Universidade de São Paulo | - A Lata do Poeta (Anderson L.A / independente) - Crimes Culturalmente Motivados (Leticia Robini / editora D'Plácido) - Imunidade (Pedro Inoue / editora Todavia) - Meu Velho Chico: um Rio Pede Ajuda (Mônica Yuri M. Figueiredo / editora 42) - O Pecado Original da República: Debates, Personagens e Eventos para Compreender o Brasil (Victor Burton e Anderson Junqueira / editora Bazar do Tempo) - O Som e a Fúria (Alceu Chiesorin Nunes / editora Companhia das Letras) - Ó, o Globo!: A História de um Biscoito (Elmo Rosa / editora Valentina) - Poliedro (Celso Longo / editora Companhia das Letras) - Uma Biblioteca Vinária (Vito D'Alessio Neto, Renato Dutra e Leopoldo Silva / Dialeto Latin American Documentary) |
| Ilustração      | Os Trabalhos da Mão Nelson Cruz / editora Positivo                                                                             | - A Bandeira do Elefante e da Arara: Livro de Interpretação de Papéis (Marcela Medeiros, Rodrigo Camilo de Almeida, Ursula Dorada, Filipe Borin, Ernanda Souza, Gabriel Rubio, Guilherme Da Cas e Cássio Yoshiyaki / editora Devir) - Abecedário de Personagens do Folclore Brasileiro (Cezar Berje / editora FTD Educação e Edições SESC) - AGORA! (Guilherme Karsten / editora SESI-SP) - Com que Roupa Irei para a Festa do Rei? (Ionit Zilberman / Editora do Brasil) - Extraordinárias (Adriana Komura, Bárbara Malagoli, Bruna Assis Brasil, Joana Lira, Helena Cintra, Laura Athayde, Lole, Veridiana Scarpelli e Yara Kono / editora Companhia das Letras) - Gente de Cor, Cor de Gente (Maurício Negro / editora FTD Educação) - O Brasil dos Dinossauros (Rodolfo Nogueira / editora Marte Cultura e Educação) - Os 101 Dálmatas (Veridiana Scarpelli / editora SESI-SP) - Trem Bala (Anna Cunha / editora Voo) |
| Impressão       | Bruno Dunley Ipsis Gráfica e Editora / Associação para o Patronato Contemporâneo                                               | - Abecedário de Personagens do Folclore Brasileiro (Reginaldo Soares Damasceno / editora FTD Educação e Edições SESC) - Básico: Enciclopédia de Receitas do Brasil (RR Donnelley / editora Melhoramentos) - Comida Cheia de História: Receitas e Crônicas Deliciosas de uma Jornalista de Gastronomia (Brasilform Editora e Industria Gráfica / editora Senac São Paulo) - Gente de Cor, Cor de Gente (Reginaldo Soares Damasceno / editora FTD Educação) - Machina Mundi: as Engrenagens do Mundo (Ana Cecilia Impellizieri Martins / editora Bazar do Tempo) - O Brasil dos Dinossauros (Pancrom, Marcos Borges e Sergio H. Almeida / editora Marte Cultura e Educação) - O Pequeno Príncipe (RR Donnelley / editora Melhoramentos) - Rubens Matuck: Tudo É Semente (Ipsis Gráfica e Editora / Edições Sesc São Paulo) - Teatro Sesc Anchieta (Ipsis Gráfica e Editora / Edições Sesc São Paulo)                        |
| Projeto Gráfico | Conflitos: Fotografia e Violência Política no Brasil - 1889-1964 Luciana Facchini / Instituto Moreira Salles                   | - A Erótica Japonesa na Pintura & na Escritura dos Séculos XVII a XIX (Gustavo Piqueira e Casa Rex / Editora da Universidade de São Paulo) - Bruno Dunley (Luciana Facchini / Associação para o Patronato Contemporâneo) - Confeitaria Escalafobética: Sobremesas Explicadas Tim-Tim por Tim-Tim (Vinícius Costa / editora Senac São Paulo) - Móvel Moderno Brasileiro (Daniel Brito / editora Olhares) - O Brasil dos Dinossauros (PG Guedes / editora Marte Cultura e Educação) - O Planta: um Bípede entre Plantas (Gustavo Ravaglio / independente) - Oito Viagens ao Brasil (Gustavo Piqueira / editora WMF Martins Fontes, BBM Biblioteca Brasiliana Guita e José Mindlin) - Ser Diretor: uma Viagem por 30 Escolas Públicas Brasileiras (Milena Galli / editora Fotô) - Trem Bala (Anna Cunha / editora Voo) |

### Eixo Inovação
| Categoria                              | Vencedor(es)                                                         | Finalistas |
| -------------------------------------- | -------------------------------------------------------------------- | --- |
| Formação de Novos Leitores             | Psicanálise e Literatura: Freud e os Clássicos Ingrid Vorsatz        | - BiblioArte LAB - Laboratório Comunitário de Inovação em Formação de Leitores (Aluísio Cavalcante) - Calangos Leitores (Claudine Maria Diniz Duarte) - Ler Antes de Morrer - canal do YouTube (Isabella Lubrano Paes Manso) - O Prazer da Leitura Mais Perto de Você (Marli Fernandes) - Projeto BiblioSesc (Sesc São Paulo) - Revista Tertúlia (Patrícia Silva Rosas de Araújo) - Semana Senac de Leitura (Serviço Nacional de Aprendizagem Comercial – SENAC) - Transversalidades (Andrey do Amaral) - Você É o que Lê (Evelyne Lessa Cezar Santos) |
| Livro Brasileiro Publicado no Exterior | Fim Fernanda Torres / editoras Companhia das Letras e Restless Books | - A Maçã Envenenada (Michel Laub / editoras Companhia das Letras e Editions Buchet/Chastel) - Diário da Queda (Michel Laub / editoras Companhia das Letras e Kafka Kitap) - Mãos de Cavalo (Daniel Galera / editoras Companhia das Letras e Penguin Books USA) - O Barco dos Sonhos (Rogério Coelho / editoras Positivo e Tilbury House Editores) - O Livreiro do Alemão (Otávio Júnior / editoras Panda Books e Anacaona Éditions) - Quando Tudo Começou: Bruna Vieira em Quadrinhos (Bruna Vieira / editoras Autêntica Editora e Éditions Sarbacane) |